# Framework di Zachman
Il framework di Zachman è un modello che descrive i tipi di sistemi informativi esistenti, ponendo l'attenzione sui diversi livelli di astrazione.
Il modello si basa su diversi livelli di astrazione e sull'ambito nel quale analizzare il sistema informativo. Nel dettaglio si hanno i seguenti livelli di astrazione:
- Livello Concettuale;
- Livello Logico;
- Livello Fisico.

Più in generale è possibile affermare che Zachman identifica una struttura logica generica che permette di organizzare e classificare le diverse rappresentazioni possibili di un oggetto complesso, definendo il concetto generico di architettura.